# Монголо-тибетский договор о дружбе
Монголо-тибетский договор о дружбе и взаимопомощи, подписанный 29 декабря 1912 (11 января 1913 года) в Урге, — первый договор, в котором обе страны участвовали в качестве совершенно самостоятельных субъектов международного права с момента распада империи Цин.

## История
После Синьхайской революции и падения империи Цин Тибет и Внешняя Монголия объявили о своей независимости. В обеих странах утверждались теократические монархии в монгольской столице Урге. Со стороны Тибета его подписали личный наставник и представитель Далай-ламы XIII хамбо-лама А. Доржиев и тибетские чиновники; с монгольской — министр иностранных дел да-лама Равдан и главнокомандующий Манлай-Батор Дамдинсурэн.
В договоре стороны совершили акт взаимного признания, постулировали собственную общность и родство на основе «жёлтой веры», обязались оказывать друг другу всяческую поддержку «против внешних и внутренних врагов», декларировали свободную межгосударственную торговлю и ещё ряд статей такого же общего характера.

## Вопрос правомочности
Перед подписанием договора Доржиев встретился с российским дипломатическим представителем в Урге И. Я. Коростовцом и сказал ему, что Тибет хочет заключить договор с Монголией и Россией. Коростовец, ответив, что «Халха уже провозгласила свою независимость, признанную Россией», не возражал против заключения договора Тибета с Монголией, но был против договора Тибета с Россией.
Вместе с тем, пересылая текст соглашения в МИД России, Коростовец отмечал в сопроводительной депеше, что соглашение «не представляет политического значения и не заслуживает названия международного акта» ввиду «неправомочности сторон», поскольку обе страны формально находились в составе Китайской республики, хотя оно и не лишено «некоторой симптоматичности», являясь «протестом против навязываемого как Тибету, так и Монголии китайского суверенитета». Однако вследствие того, что соглашение с Россией 1912 г. по способу его выработки и заключения было документом о признании Монголии независимым государством, признание ею Тибета в 1913 г. также явилось правомочным международным актом, не требовавшим санкции третьей стороны. Вследствие этого договор рассматривают как легитимное признание Тибета субъектом международного права.
Новости о подписании договора встревожили британскую дипломатию, опасавшуюся его использования Российской империей в её тибетской политике.